# Potniki ladje RMS Titanic
Točno 2.224 ljudi se je vkrcalo na ladjo RMS Titanic, ko je izplula iz Southamptona v Angliji na svojo krstno plovbo v New York v ZDA. Na polovici plovbe je ladja v severnem Atlantiku trčila v ledeno goro in 15. aprila 1912 v dveh urah potonila, pri čemer je umrlo 1.503 ljudi, vključno s številnimi potniki na ladji.
Potniki so bili na Titanicu razdeljeni v tri ločene razrede, ki so bili določeni glede na ceno njihove vozovnice: tisti, ki so potovali v prvem razredu, so bili večinoma najbogatejših potnikov, so bili ugledni pripadniki višjega razreda, poslovneži, politiki, visoko uvrščeni vojaški uslužbenci, industrijalci, bankirji, zabavljači, socialisti in profesionalni športniki. Potniki drugega razreda so bili večinoma popotniki srednjega razreda in so vključevali profesorje, avtorje, duhovnike in turiste. Potniki tretjega razreda ali revni ljudje so bili predvsem priseljenci, ki so se preselili v ZDA in Kanado, da bi si tam poiskali boljše pogoje za življenje. 

## Potniki
Potniki Titanica so šteli 1317 ljudi: 324 v prvem razredu, 284 v drugem razredu in 709 v tretjem razredu. Od tega je bilo 805 moških in 434 žensk; Na krovu je bilo tudi 112 otrok, od katerih je bilo večinoma v tretjem razredu. Ladja je bila na svojem glavnem potovanju precej nezmožna, saj je lahko sprejela 2.453 potnikov - 833 prvega razreda, 614 drugega razreda in 1.006 tretjega razreda.

### Prvi razred
Potniki prvega razreda na Titanicu so bili večinoma poslovneži, politiki, visoko uvrščeni vojaški uslužbenci, industrijalci, bankirji, zabavljači, socialisti in profesionalni športniki. Nekateri so potovali z družino, drugi pa sami. Rezervacija enega potnika v prvem razredu je stala med 30 funtov (kar je 3000 funtov v letu 2019) in 870 funtov (kar je 87000 funtov v letu 2019) za salonske salone in majhno zasebno promenado. 
Potniki prvega razreda so uživali v številnih dobrinah, vključno s telovadnico, igriščem za koš, bazenom s slano vodo, đakuziji in turškimi kopelmi, pisarno, bralnico, kadilnico, psarno za njihove pse, dvigali ter odprtimi in zaprtimi sprehajališči. Potniki v prvem razredu so potovali tudi z osebnim osebjem - sobarice, služkinje, medicinske sestre in skrbniki za otroke, natakarje in kuharje.
V prvem razredu je bilo veliko znanih ljudi: predsednik družbe White Star Line J. Bruce Ismay, konstruktor ladje Thomas Andrews, ameriški pisatelj in avtor Archibald Gracie IV., ameriška milijonarka Margaret Brown, ameriški poslovnež in milijonar John Jacob Astor IV, nemško-ameriški industrijalec Benjamin Guggenheim, ameriški politik in poslovnež Isidor Straus ter njegova žena Ida Straus, sir Cosmo Duff-Gordon ter njegova žena Lucy Lady Duff-Gordon, slikar in kipar Francis Davis Millet, francoski kipar Paul Chevré, arhitekt Edward Austin Kent, avtor Jacques Futrelle, avtorica Helen Churchill Candee, newyorška socialistka Edith Corse Evans, poslovnež John Borland Thayer in še veliko drugih. 

### Drugi razred
Potniki drugega razreda so bili turisti prostega časa, akademiki, pripadniki duhovščine ter angleške, škotske in ameriške družine srednjega razreda. Ladijski glasbeniki so potovali v tem razredu; niso se šteli za člane posadke, ampak so bili zaposleni pri agenciji po pogodbi z družbo White Star Line. Povprečna cena vozovnice za odraslega potnika drugega razreda je stala 13 funtov, kar je danes 1123 funtov in za mnoge od teh potnikov je bila njihova potovalna izkušnja na Titanicu podobna potovanju prvega razreda na manjših linijskih ladjah. Potniki drugega razreda so imeli svojo knjižnico, moški pa so imeli dostop do zasebne sobe za kajenje. Otroci drugega razreda so lahko brali otroške knjige, ki so bile na voljo v knjižnici, ali pa so se igrali na kockah in premični plošči na promenadi drugega razreda. 
Na krovu sta v drugem razredu potovala tudi dva rimokatoliška duhovnika, oče Thomas Byles in oče Joseph Peruschitz, ki sta med plovbo vsak dan organizirala mašo za potnike drugega in tretjega razreda. Oče Byles je govoril v angleščini, irski in francoščini, oče Peruschitz pa v nemščini in madžarščini.  

### Tretji razred
Potniki v tretjem razredu so bili večinoma revni ljudje, ki so potovali v ZDA in Kanado kjer so si hoteli poiskati boljše pogoje za življenje. Potniki tretjega razreda so za svojo vozovnico plačali 7 funtov (danes 698 funtov), odvisno od kraja izvora; cene vozovnic so pogosto vključevale ceno potovanja z železnico do treh odhodnih pristanišč. Vstopnice za otroke so stale 3 £ (danes 299 £).
Potniki tretjega razreda so bili raznolika skupina narodnosti in etničnih skupin. Poleg velikega števila britanskih, irskih in skandinavskih priseljencev so bili drugi potniki iz srednje in vzhodne Evrope, Levanta (predvsem Libanona) in Hong Konga. Nekateri so potovali sami ali v majhnih družinskih skupinah. Več skupin mater je potovalo same s svojimi majhnimi otroki - večina se jih je pridružila možem, ki so že odšli v Ameriko, da bi našli zaposlitev in so prihranili dovolj denarja, da bi lahko odšli k svojim družinam. Najmlajša potnica v tretjem razredu je bila 2-meseca stara Millvina Dean, ki je bila tudi najmlajša na ladji. Dean je bila tudi zadnja preživela potnica s Titanica, umrla pa je leta 2009, v starosti 97 let.

### Potniki, ki se niso vkrcali na ladjo
Številni znani in ugledni ljudje tistega časa, ki so imeli vozovnice za krstno plovbo ali pa so bili gostje tistih, ki so imeli vozovnice, se niso vkrcali na ladjo. Drugi so čakali v New Yorku, da bi se vkrcali na ladjo za povratno plovbo nazaj v Plymouth v Angliji, ki je bila načrtovana prva Titanicova povratna plovba čez Atlantik. Mnoge neuporabljene vozovnice, ki so preživele, bodisi za plovbo proti zahodu ali plovbo proti vzhodu, so postale dokaj dragocene kot artefakti, povezani s Titanicom. Nekateri se niso vkrcali zaradi različnih razlogov, npr. Lord Pirrie, predsednik ladjedelnice Harland & Wolff, se ni vkrcal na Titanic ker je zbolel, lastnik Titanica J. P. Morgan pa je zadnji trenutek preklicav svoje potovanje in se ni vkrcal zaradi neznanega razloga. Tisti, ki pa so imeli vozovnice za plovbo in se dejansko niso vkrcali na ladjo so bili Theodore Dreiser, Henry Clay Frick, Milton S. Hershey, Guglielmo Marconi, John Mott in Alfred Gwyne Vanderbilt (ki je umrl v potopu ladje RMS Lusitania).

## Potniki po narodnosti
Ugotovljeno je, da je bilo več kot 80 potnikov iz Osmanskega cesarstva, vključno s turškim, armenskim in levantinskim poreklom.

### Levanski potniki
Več potnikov na Titaniku je bilo levantinskega izvora. Takrat so mnogi nosili identifikacijo iz Otomanskega cesarstva, ki so izjavili, da so iz Velike Sirije, ki je vključevala današnjo Palestino, Izrael, Jordanijo, Libanon in Sirijo. 
Po besedah Bakhosa Assafa, župana Hardina v Libanonu, je 93 potnikov izviralo iz današnjega Libanona, od tega 20 iz Hardina, največjega mesta v Libanonu. Od Hardinovih potnikov je umrlo 11 odraslih moških, osem žensk in otrok ter en odrasli moški. Kamal Seikaly, posameznik, citiran v članku libanonske publikacije The Daily Star, je izjavil, da je v skladu s 16. majem 1912 izhajanja revije Al-Khawater, ki je bila shranjena v ameriški univerzi v Bejrutu, od 125 libanonskih potnikov preživelo 23. Revija navaja, da je na Titanicu umrlo 10 ljudi iz Kfarja Meshkija. Po navedbah avtorice Judith Geller je bilo "uradno [tam] na krovu Titanica 154 Sirijcev, 29 pa jih je bilo rešenih: štirje moški, pet otrok in 20 žensk."

### Kitajski potniki
Na ladji je bilo osem potnikov iz Kitajske, največ iz Hong Konga. Imeli so poseben namen vstop v New York. Šest kitajskih potnikov je preživelo nesrečo. Zaradi kitajskega zakona o izključitvi niso imeli vstopa v ZDA.

## Žrtve in preživeli
Večina umrlih v potopu so bili potniki tretjega razreda. Vendar je umrlo tudi veliko potnikov drugega in prvega razreda, v katerem je umrlo tudi veliko znanih in slavnih potnikov. Med njimi so bili ameriški milijonar John Jacob Astor IV, nemško-ameriški industrijalec Benjamin Guggenheim in ameriški politik Isidor Straus. Uradni podatki kažejo, da je preživelo 491 potnikov, umrlo pa 880. Kljub temu te številke morda niso točne, saj število ljudi na krovu Titanica ni bilo nikoli natančno določeno. Preživeli potnik Archibald Gracie IV. je umrl manj kot osem mesecev po potopu in je postal prvi preživeli potnik, ki je umrl. Preživela potnica Millvina Dean je postala zadnja preživela potnica, ki je umrla, umrla pa je 97 let po potopu. 

## Slovenski potniki
Po zdaj znanih podatkih je bilo na Titanicu pet Slovencev:
- Franc Karun, iz Milj pri Kranju, rojen 2. decembra 1872, številka vozovnice 349256
- Manca Karun, rojena 1907, številka vozovnice 349256, štiriletna hči Franca Karuna - potovala sta v Galesburg v Illinois
- Janez Merkun, iz Spodnje Bele pri Preddvoru, o njem ni veliko podatkov, mogoče je tudi zaslediti, da ni bil vkrcan na ladjo
- Janko Vovk, iz Save, starost 21 let, neporočen, številka vozovnice 349252
- Jakob Pašič, iz Štrekljevca pri Semiču[5], star 21 let, neporočen, številka vozovnice 315097

Preživela sta le Franc in Manca Karun, ki naj bi bila rešena z reševalnim čolnom številka 15. Trupla treh slovenskih potnikov, ki so umrli v potopu, niso nikoli našli. 